# Kisstadion ’80
A Kisstadion ’80 az Omega, a Locomotiv GT és a Beatrice közös koncertalbuma, a három együttes turnéjának utolsó állomásán készült felvételeket tartalmaz. A lemezre került számok közül az LGT műsorában a Beatricéből Miklóska Lajos és Nagy Feró vokálozott. Az Omega műsorában Presser Gábor és Somló Tamás is vendégeskedik, míg a Gyöngyhajú lány dalban a teljes LGT felsorakozott.
A Hungaroton 2004-ben újra kiadta az albumot, további négy Beatrice-dallal bónuszként. Utóbbi felvételeket Nagy Feró bocsátotta a kiadó rendelkezésére.

## A turné és a felvétel körülményei
A közös LGT-Omega turné tervezésekor Benkő László ragaszkodásának volt köszönhető, hogy az amúgy igen problémásnak tekinthető Beatricét vitték magukkal: a zenekarának tekintélyét felhasználva így tudott fellépést biztosítani a sok szempontból ellehetetlenített "fekete báránynak". A Beatrice teljes Kisstadion-koncertjének felvételét a '87-es koncerteken kazettán árusították, a kézzel írt, fénymásolóval készült borító szövege mindössze: "Beatrice '80, Sportcsarnok" (sic), illetve: "Az ember néha belebotlik az Igazságba, aztán feltápászkodik és TOVÁBBMEGY." A teljes műsor (szintén kézzel írva a borítóra): Szignál, Jerikó, Minek él, Nagyvárosi farkas, Sánta Mária, Nem kell!, Motorizált nemzedék, Meditáció, Kislány bugyi, Kanász, Angyalföld, Beatrice blúz, Katicabogárka.

## Az album dalai
Beatrice
1. Beatrice-szignál
2. Jerikó
3. Meditáció
4. Sánta Mária

LGT
1. Miénk ez a cirkusz
2. Mindenki
3. Ezüst nyár

Omega
1. A nagy folyó
2. Tízezer lépés
3. Tékozló fiú
4. Petróleumlámpa
5. Gyöngyhajú lány

Beatrice bónusz dalok a 2004-es újrakiadáson
1. Nagyvárosi farkas
2. Nem kell
3. Angyalföld
4. Katicabogárka

## Közreműködők

### Beatrice
- Nagy Feró – ének
- Miklóska Lajos – basszusgitár, vokál
- Lugosi László – gitár, vokál
- Donászy Tibor – dob, ütőhangszerek

Továbbá:
- Vedres József – vokál

### LGT
- Presser Gábor – billentyűs hangszerek, ének, vokál
- Somló Tamás – basszusgitár, szaxofon, ének, vokál
- Karácsony János – gitár, basszusgitár, ének, vokál
- Solti János – dob, ütőhangszerek

Továbbá:
- Gőz László, Friedrich Károly – pozan
- Dés László – tenorszaxofon
- Lakatos Antal, Csizmadia Gábor, Gróf Zoltán – fúvósok
- Miklóska Lajos, Nagy Feró – vokál
- Dresch Mihály – konga

### Omega
- Benkő László – billentyűs hangszerek, vokál
- Debreczeni Ferenc – dob, ütőhangszerek
- Kóbor János – ének
- Mihály Tamás – basszusgitár, vokál
- Molnár György – gitár

Továbbá:
- Presser Gábor – ének (Tízezer lépés), billentyűs hangszerek, vokál (Petróleumlámpa, Gyöngyhajú lány)
- Somló Tamás – szájharmonika (Petróleumlámpa), csörgő, vokál (Gyöngyhajú lány)
- Karácsony János – gitár, vokál (Gyöngyhajú lány)
- Solti János – dob, ütőhangszerek (Gyöngyhajú lány)